# Yesbolat Nurzhumbayev
Yesbolat Nurzhumbayev (12 de diciembre de 1993), es un luchador kazajo de lucha libre. Ganó la medalla de plata en los Juegos Asiáticos de 2014. 